# Орден Кутузова (Російська Федерація)
Це стаття про державну нагороду Російської Федерації. Про орден СРСР див.: Орден Кутузова.
Орден Кутузова (рос. орден Кутузова) — державна нагорода Російської Федерації.

## Історія нагороди
- Указом Президії Верховної Ради Російської Федерації № 2424-I від 2 березня 1992 року «Про державні нагороди Російської Федерації»[1] радянські ордени Суворова, Ушакова, Кутузова, Нахімова та Олександра Невського були збережені у системі нагород Російської Федерації до прийняття Закону про державні нагороди. Указ був затверджений 20 березня 1992 року Постановою Верховної Ради Російської Федерації № 2557-I.[2] Проте, ці ордени як державні нагороди Російської Федерації не мали статутів й офіційного опису до 2010 року.
- Указом Президента Російської Федерації від 7 вересня 2010 року № 1099 «Про заходи щодо вдосконалення державної нагородної системи Російської Федерації»[3] затверджені нині діючі статут та опис ордену.

## Статут ордена
1. Орденом Кутузова нагороджуються командири військових частин та їх заступники, а також командири батальйонів і рот:
- за вмілу організацію і проведення операцій, в ході яких, незважаючи на чисельну перевагу противника, були досягнуті цілі операції;
- за проявлену завзятість при відбитті ударів противника з повітря, суші і моря, утримання зайнятих військами призначених зон відповідальності, створення умов для ведення подальших операцій з наступальними цілями;
- за вмілу організацію управління військами (силами), створення підготовленої оборони, підтримання тісної взаємодії між військами (силами), які беруть участь в операції, що забезпечили поразку противника на всю глибину його побудови і позбавили його можливості продовжувати наступ;
- за вміле проведення бою на суші і в повітрі в оточенні переважаючих сил противника й організацію прориву з виведенням своїх військ з оточення без значної втрати боєздатності;
- за захоплення з незначними втратами для своїх військ великого вузла опору противника, його комунікацій, розгром його тилових гарнізонів і баз, захоплення і утримання життєво важливих районів території, рішучу відсич контратак противника з повітря, суші і моря;
- за успішне виконання бойового завдання, виявлену при цьому особисту хоробрість, що призвели до знищення критично важливих військових об'єктів та техніки супротивника на суші, у повітрі і на морі.

2. Орденом Кутузова можуть бути нагороджені військові частини, що брали участь у проведенні операції, в ході якої, незважаючи на запеклий опір противника, були досягнуті цілі операції з повним збереженням боєздатності військових частин.
3. Орденом Кутузова можуть також нагороджуватися іноземні громадяни — військовослужбовці військ союзників з числа офіцерського складу, які брали участь нарівні з військовослужбовцями Російської Федерації в організації та проведенні успішної операції коаліційних угруповань військ (сил).
4. Нагородження орденом Кутузова може бути проведено посмертно.

### Порядок носіння
- Знак ордена Кутузова носиться на лівій стороні грудей і за наявності інших орденів Російської Федерації розташовується після знака ордена Жукова.
- Для особливих випадків і можливого повсякденного носіння передбачено носіння мініатюрної копії знака ордена Кутузова, яка розташовується після мініатюрної копії знака ордена Жукова.
- При носінні на форменому одязі стрічки ордена Кутузова на планці вона розташовується після стрічки ордена Жукова.

## Опис ордена
- Знак ордена Кутузова являє собою срібний чотирикінцевий прямий хрест з кінцями, що розширюються. Між кінцями хреста — позолочені штрали.
- У центрі хреста — покритий білою емаллю срібний медальйон з широкою позолоченою каймою, в якому розміщено лаврово-дубовий вінок. З внутрішньої сторони до каймі примикає стрічка, покрита білою емаллю. У полі медальйона — позолочений погрудний портрет М. І. Кутузова в профіль, звернений вліво. У нижній половині медальйона, за портретом, — зображення кремлівської стіни.
- По бічних сторонах стрічки напис прямими рельєфними позолоченими буквами: «МИХАИЛ КУТУЗОВ».
- Відстань між протилежними кінцями хреста — 40 мм, між протилежними штралами — 40 мм. На зворотному боці знака — номер знака ордена.
- Знак ордена за допомогою вушка і кільця з'єднується з п'ятикутною колодкою, обтягнутою шовковою, муаровою стрічкою.
- Стрічка темно-синього кольору шириною 24 мм. У центрі стрічки — помаранчева смуга шириною 5 мм.
- Мініатюрна копія знака ордена Кутузова носиться на колодці. Відстань між кінцями хреста −15,4 мм, висота колодки від вершини нижнього кута до середини верхньої сторони — 19,2 мм, довжина верхньої сторони — 10 мм, довжина кожної з бічних сторін — 16 мм, довжина кожної із сторін, що утворюють нижній кут, — 10 мм.
- При носінні на форменому одязі стрічки ордена Кутузова використовується планка висотою 8 мм, ширина стрічки — 24 мм.

## Нагороджені орденом Кутузова
1. 45 окремий гвардійський ордена Олександра Невського полк спеціального призначення ПДВ Росії (9 лютого 2011)[4]
2. 393 авіаційна база армійської авіації Росії (12 червня 2012)[5][6]
3. 74-а окрема гвардійська Звенигородсько-Берлінська ордена Суворова II ступеня мотострілецька бригада.[7]